# Roman Kierpacz
Roman Kierpacz (* 5. únor 1961 Siemianowice Śląskie, Polsko) je bývalý polský reprezentant v zápase. V roce 1980 v Moskvě vybojoval v zápase řecko-římském ve váhové kategorii do 48 kg osmé místo a v roce 1988 v Soulu vybojoval ve do 52 kg páté místo.
V roce 1987 vybojoval na mistrovství světa stříbrnou medaili v kategorii do 52 kg a v roce 1978 bronzovou v kategorii do 48 kg. V roce 1980 zvítězil na mistrovství Evropy v kategorii do 48 kg, v roce 1985 v kategorii do 52 kg. V této kategorii získal ještě bronz v letech 1982, 1983 a 1987.